# وست هارفستراو (نيويورك)
وست هارفستراو (بالإنجليزية: West Haverstraw, New York)‏ هي منطقة سكنية تقع في الولايات المتحدة في مقاطعة روكلاند، نيويورك. يقدر عدد سكانها بـ 10,165 نسمة ومساحتها 4.0 كم2 وترتفع عن سطح البحر 33 متر.

## التركيبة السكانية
حدّد مكتب تعداد الولايات المتحدة بيانات التركيبة السكانية لوست هارفستراو في تعداد الولايات المتحدة. في ما يلي، التركيبة السكانية حسب تعدادي 2000 و2010.

### تعداد عام 2000
بلغ عدد سكان وست هارفستراو 10,295 نسمة بحسب تعداد عام 2000، وبلغ عدد الأسر 3,542 أسرة وعدد العائلات 2,521 عائلة مقيمة في القرية. في حين سجلت الكثافة السكانية 2,573.8 نسمة لكل كيلومتر مربع (6,666.1/ميل2). وبلغ عدد الوحدات السكنية 3,634 وحدة بمتوسط كثافة قدره 908.5 لكل كيلومتر مربع (2,353.0/ميل2).
وتوزع التركيب العرقي للقرية بنسبة 64.85% من البيض و12.80% من الأمريكيين الأفارقة و0.55% من الأمريكيين الأصليين و4.15% من الأمريكيين ذوي الأصول الآسيوية و0.10% من سكان جزر المحيط الهادئ و12.67% من الأعراق الأخرى و4.89% من عرقين مختلطين أو أكثر و30.37% من الهسبانيون أو اللاتينيون من أي عرق.
بلغ عدد الأسر 3,542 أسرة كانت نسبة 41.2% منها لديها أطفال تحت سن الثامنة عشر تعيش معهم، وبلغت نسبة الأزواج القاطنين مع بعضهم البعض 52.1% من أصل المجموع الكلي للأسر، ونسبة 14.6% من الأسر كان لديها معيلات من الإناث دون وجود شريك، بينما كانت نسبة 4.4% من الأسر لديها معيلون من الذكور دون وجود شريكة وكانت نسبة 28.8% من غير العائلات. تألفت نسبة 24.2% من أصل جميع الأسر من عدة أفراد يعيشون في نفس المنزل ونسبة 11.2% كانت تتألف من شخص يعيش بمفرده يبلغ من العمر 65 عاماً أو أكثر. وبلغ متوسط حجم الأسرة المعيشية 2.87، أما متوسط حجم العائلات فبلغ 3.45.
بلغ العمر الوسطي للسكان 35.2 عاماً. وكانت نسبة 27.3% من القاطنين تحت سن الثامنة عشر، وكانت نسبة 7.7% بين الثامنة عشر والرابعة والعشرين عاماً، ونسبة 31.9% كانت واقعةً في الفئة العمرية ما بين الخامسة والعشرين والرابعة والأربعين عاماً، ونسبة 20.3% كانت ما بين الخامسة والأربعين والرابعة والستين، ونسبة 11.7% كانت ضمن فئة الخامسة والستين عاماً فما فوق. يوجد لكل 100 أنثى 92.1 ذكر، ويوجد لكل 100 أنثى في الثامنة عشر من عمرها فما فوق 85.9 ذكر.
بلغ متوسط دخل الأسرة في القرية 51,394 دولارًا، أما متوسط دخل العائلة فبلغ 52,266 دولارًا. وكان متوسط دخل الذكور 42,500 دولارًا مقابل 29,514 دولارًا للإناث. وسجل دخل الفرد الخاص بالقرية 27,159 دولارًا. وكانت نسبة 9.9% من العائلات ونسبة 7.2% من السكان تحت خط الفقر، وكان من هؤلاء نسبة 12.5% تحت سن الثامنة عشر ونسبة 13.9% في الخامسة والستين من العمر وما فوق.

### تعداد عام 2010
بلغ عدد سكان وست هارفستراو 10,165 نسمة بحسب تعداد عام 2010، وبلغ عدد الأسر 3,325 أسرة وعدد العائلات 2,473 عائلة مقيمة في القرية. في حين سجلت الكثافة السكانية 2,541.2 نسمة لكل كيلومتر مربع (6,581.7/ميل2). وبلغ عدد الوحدات السكنية 3,488 وحدة بمتوسط كثافة قدره 872 لكل كيلومتر مربع (2,258.5/ميل2).
وتوزع التركيب العرقي للقرية بنسبة 56.57% من البيض و18.12% من الأمريكيين الأفارقة و0.28% من الأمريكيين الأصليين و4.59% من الأمريكيين ذوي الأصول الآسيوية و0.07% من سكان جزر المحيط الهادئ و15.46% من الأعراق الأخرى و4.91% من عرقين مختلطين أو أكثر و40.89% من الهسبانيون أو اللاتينيون من أي عرق.
بلغ عدد الأسر 3,325 أسرة كانت نسبة 41.4% منها لديها أطفال تحت سن الثامنة عشر تعيش معهم، وبلغت نسبة الأزواج القاطنين مع بعضهم البعض 48.5% من أصل المجموع الكلي للأسر، ونسبة 19.6% من الأسر كان لديها معيلات من الإناث دون وجود شريك، بينما كانت نسبة 6.3% من الأسر لديها معيلون من الذكور دون وجود شريكة وكانت نسبة 25.6% من غير العائلات. تألفت نسبة 20.7% من أصل جميع الأسر من عدة أفراد يعيشون في نفس المنزل ونسبة 8.3% كانت تتألف من شخص يعيش بمفرده يبلغ من العمر 65 عاماً أو أكثر. وبلغ متوسط حجم الأسرة المعيشية 3.02، أما متوسط حجم العائلات فبلغ 3.49.
بلغ العمر الوسطي للسكان 35.8 عاماً. وكانت نسبة 25.6% من القاطنين تحت سن الثامنة عشر، وكانت نسبة 9.1% بين الثامنة عشر والرابعة والعشرين عاماً، ونسبة 28.6% كانت واقعةً في الفئة العمرية ما بين الخامسة والعشرين والرابعة والأربعين عاماً، ونسبة 25.6% كانت ما بين الخامسة والأربعين والرابعة والستين، ونسبة 11.1% كانت ضمن فئة الخامسة والستين عاماً فما فوق. وتوزع التركيب الجنسي للسكان بنسبة 48.7% ذكور و51.3% إناث.

## أعلام
- ستيوارد كويس